# Lars-Göran Lönnermark
Lars Göran Gillis Lönnermark, född 26 augusti 1939 i Örgryte församling, Göteborg är en svensk biskop emeritus och överhovpredikant.
Han är son till länsskolinspektören i Skaraborgs län Gillis Lönnermark och ämneslärarinnan vid Mariaskolan i Mariestad Ellen Lönnermark född Hedström. Han var 1963 gift med läroverksadjunkten Karin Rodén (född 1939 död 1987)  och är därefter 1989 gift med stiftskonsulenten för vuxenpedagogik i Skara stift, fil. mag. Elisabeth Håstrand-Lönnermark (f. 1943).
Lars-Göran Lönnermark avlade teol.lic.examen i exegetik 1964 och prästvigdes samma år i Skara. Han var därefter präst i Skövde: 1968-70 kyrkoadjunkt, 1970-78 komminister och 1978-89 kyrkoherde. Han var kontraktsprost i Billings kontrakt 1983-89.  Han var biskop i Skara stift  1989-2004. År 1988 blev han  hovpredikant, och var överhovpredikant och preses i hovkonsistorium 2007-2015.
Lönnermark var en av officianterna vid vigseln mellan kronprinsessan Victoria och prins Daniel 2010, vid vigseln mellan prinsessan Madeleine och Christopher O'Neill 2013 och även vid vigseln mellan prins Carl Philip och prinsessan Sofia 2015.